# Kunstpreis Rheinland-Pfalz
Der Kunstpreis Rheinland-Pfalz ist die höchste Auszeichnung des Bundeslandes Rheinland-Pfalz im künstlerischen Bereich. Er wird jährlich vom Ministerium für Bildung, Wissenschaft, Jugend und Kultur „zur Anerkennung hervorragender Leistungen“ verliehen, abwechselnd in den Sparten Bildende Kunst, Literatur, Musik, Darstellende Kunst und Film, und ist mit 10.000 Euro dotiert. 
Zusätzlich zum Hauptpreis werden Förderpreise in Höhe von 7500 Euro in jeweils derselben Sparte vergeben.
Der Kunstpreis wurde seit 2010 nicht mehr verliehen.

## Preisträger
Der Kunstpreis Rheinland-Pfalz wird seit 1956 vergeben, der Förderpreis zum Kunstpreis seit 1959. Den ersten Kunstpreis erhielt 1956 der Komponist Hermann Schroeder (1904–1984). Nachfolgend aufgelistet sind die Preisträger seit 2001:
- 2001: Mandelring Quartett (Förderpreise: Duo Spohr (Ervis Gega und Silke Aichhorn), Martin Stadtfeld und Julian Steckel)
- 2002: Martin Schläpfer
- 2003: Rafik Schami (Förderpreise: Tobias Hülswitt und Norman Ohler)
- 2004: Ansgar Nierhoff (Förderpreise: Jan Leven und Paloma Varga-Weisz)
- 2005: Klaus Arp (Förderpreise: José Gallardo, Pirmin Grehl und Benedict Kloeckner)
- 2006: Thomas Lehr (Förderpreise: Marcus Braun und Monika Rinck)
- 2007: Hansgünther Heyme (Förderpreis: Nick Hobbs, „Choreographer in Residence“ im Ballett des Staatstheaters Mainz)
- 2008: Fauré Quartett (Förderpreise: Anna Sophie Dauenhauer und Joseph Moog)
- 2009: Ursula Krechel (Förderpreise: Anke Velmeke und Katharina Schultens)
- 2010: Heiner Goebbels (Förderpreis: Katarina Veldhues und Gottfried Schumacher)

Der Kunstpreis wurde seit 2010 nicht mehr verliehen.